# Festival Zomos Heavyllanos

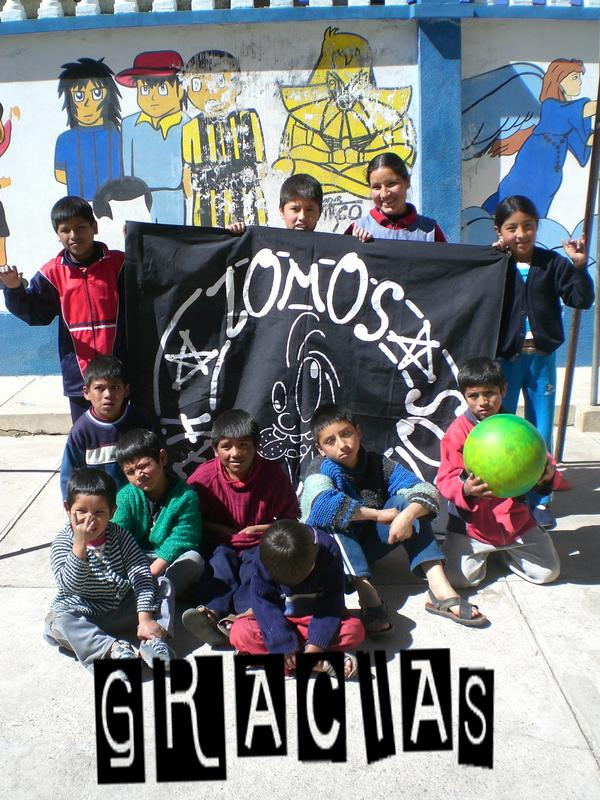
Los niños del orfanato de Sucre, agradeciendo la aportación.

El festival Zomos Heavyllanos se lleva celebrando en todos los años en octubre desde 2004 en la ciudad de Sevilla, con el objetivo de recaudar fondos para niños desfavorecidos.
La palabra progreso no tiene ningún sentido mientras haya niños infelices.

## Inicios del festival
Este festival surge a partir de la iniciativa de un grupo de jóvenes sevillanos con diferentes gustos musicales (heavy, rock, hip-hop y flamenco) y muchas ganas de formar algún tipo de evento que mezclara esos diferentes estilos. Tras mucho tiempo dándole vueltas a la idea de organizar ese tipo de evento, surgió el nombre de Heavyllanos, ya que a la mayoría les gustaba el heavy y eran de Sevilla, y comenzaron organizando la primera edición en 2004 en un centro social abierto. El evento contó con la colaboración de 9 grupos de música, los cuales aportaron, de manera voluntaria, parte de sus equipos para poder realizar el festival.

## Primeros pasos
Tras la buena experiencia del festival, en 2005 se volvió a organizar el evento con
diferentes grupos en el mismo lugar, esta vez con la colaboración de un técnico de
sonido, el cual nos facilitó adquirir un equipo en buenas condiciones para tener un buen
sonido. También se llevó a cabo con mucho éxito. En 2006 el festival comenzó a tener un fin benéfico.

## Destinos de la recaudación
Ver Video del Destino
El dinero recaudado se empezó a destinar a la asociación AIBO (Ayuda a la Infancia Boliviana), en Castellón, ya que un grupo de voluntarios de Sevilla viajaban en verano con algunos miembros de dicha asociación a Bolivia para colaborar, ayudando a niños del orfanato Virgen de la Yedra y un hospital psicopedagógico.
Tras la negativa de las eclesiásticas a recibir ayuda del extranjero. Por motivos desfavorables para a su organización. Buscaron otra alternativa.
Hoy en día la asociación colabora con resistencia Sumud, en envíos de voluntario y provisiones a los campamentos de refugiados Saharauis.

## Heavyllanos I, II y III Ediciones (2004), (2005) y (2006)
Se celebraron en el Centro Social Okupado Autogestionado Casas Viejas. Ahí fue donde nació y se formó.

## Heavyllanos IV Edición (2007)
En 2007 el festival se realizó en la sala Malandar (c/ Torneo), y como el año
anterior, todos los beneficios recaudados se destinaron a AIBO.

## Heavyllanos V Edición (2008)
Ese año se celebró en la ciudad de Sevilla, en la Alameda de Hércules el 25 de octubre. Fue una suerte y un gran logro que el heavyllanos se pudiera celebrar en un sitio tan importante para todos los que participan.

## Heavyllanos VI Edición (2009)
En 2009 se celebró en el Centro deportivo del Valle, en Sevilla, el día 3 de octubre. Con una extraordinaria acogida del público. Los beneficios fueron entregados a un centro de discapacitados que se encuentra en Dajla.

## Heavyllanos VII Edición (2010)
Para la VII edición, se eligió un parque situado detrás del teatro de veja en Sevilla el día 2 de octubre. Pero por motivos ajenos a la organización, se trasladó para ese mismo día pero en el muelle de la sal, debajo del puente de Triana(Isabel II). Con una magnífica asistencia. Los beneficios son destino como el año anterior a un centro de discapacitados que se encuentra en Dajla.